# برج أريفا
برج أريفا (المعروف سابقا باسم برج فراماتوم وبرج فيات) هو ناطحة سحاب مكتبية يقع في الحي التجاري في لا ديفونس، حي الأعمال ذو الأبنية الشاهقة، في بلدة كوربفوا إلى الغرب من باريس، فرنسا.
بني عام 1974، وطوله عند الانتهاء 184 مترا وهو ثاني أطول برج في لا ديفونس وثالث أطول برج في إيل دو فرانس. برج أريفا أسود تماما، وتتكون واجهته من الجرانيت الأسود والنوافذ مظلمة. شكله هو موشور مربع كامل. يقال أن المهندسين المعماريين استوحوا تصميم البرج المنليث الأسود في فيلم «2001: أوديسا الفضاء» لستانلي كوبريك الذي عرض عام 1968.
الموقع التي بني فيها برج أريفا حمل الاسم الرمزي CB1 في المخطط المركزي الأولي لمنطقة لا ديفانس. وكان من المقرر في البداية بناء برج توأم لبرج لاريفا في الموقع الحالي لبرج توتال، ولكن تم الغاؤه بسبب أزمة النفط لعام 1974.
في سنة 1987 منحت السلطات الفرنسية لباتريك غاياردون رخصة للقفز الحر من أعلى برج أريفا وقد كان هذا القرار مثير للاهتمام لأن هذا نادر جدا في المناطق الحضرية الفرنسية.[بحاجة لمصدر]

## التفاصيل الفنية الأخرى
- مساحة الأرض: 54,56x42,64 م²
- مساحة جانبية:600 34 م²

- عدد الطوابق:49
- وزن المبنى:000 145 طن
- وزن الفولاذ:5000 طن
- وزن غرانيت الواجهة:4000 طن
- حجم الخرسانة المستخدمة:000 45 m3

- عدد النوافذ:880 2
- الهواء المستخدم في التكييف:000 000 18 m3/الساعة

## مقالات ذات صلة
- ناطحة سحاب
- لا ديفونس

## وصلات خارجية
- موقع لا ديفانس
- موقع شركة أريفا